# Bacalhau com natas
Bacalhau com natas (littéralement « morue à la crème ») est une façon populaire de cuisiner la morue salée (bacalhau) au Portugal. C'est un plat cuit au four composé de couches de bacalhau, d'oignons, de pommes de terre frites en dés et de crème. Le mets est généralement épicé avec de la noix de muscade et du poivre blanc.
L'utilisation de produits laitiers tels que la crème ou le fromage n'est pas courante dans les plats salés traditionnels portugais ; cependant, la popularité de ce plat — dans les foyers et les restaurants — en fait un classique. L'origine de ce plat n'est pas claire, mais un plat similaire à base de morue et de crème a été inventé par le chef João Ribeiro dans les années 1930.